# ФК Викингур (Гота)
Викингур Гота е футболен отбор от Фарьорски острови. Клубът е базиран в град Лайврик, докато стадионът се намира в село Нордрагота (Гота). Тимът играе на най-високото ниво на футбола на Фарьорските острови. Отборът е създаден през 2008 година след като се сливат тимовете на „ГИ Гота“ (осн. 1926 г.) и „Лайврик ИФ“ (осн. 1928 г.).

## Успехи
- Ефодейлдин (Висша лига)
  -  Шампион (3): 2016, 2017, 2024
- „Купа на Фарьорските острови:“
  -  Носител (6): 2009, 2012, 2013, 2014, 2015, 2022
  -  Носител (1): 2020
- „Суперкупа на Фарьорските острови:“
  -  Носител (4): 2014, 2015, 2016, 2017